# Barbara Demeneix

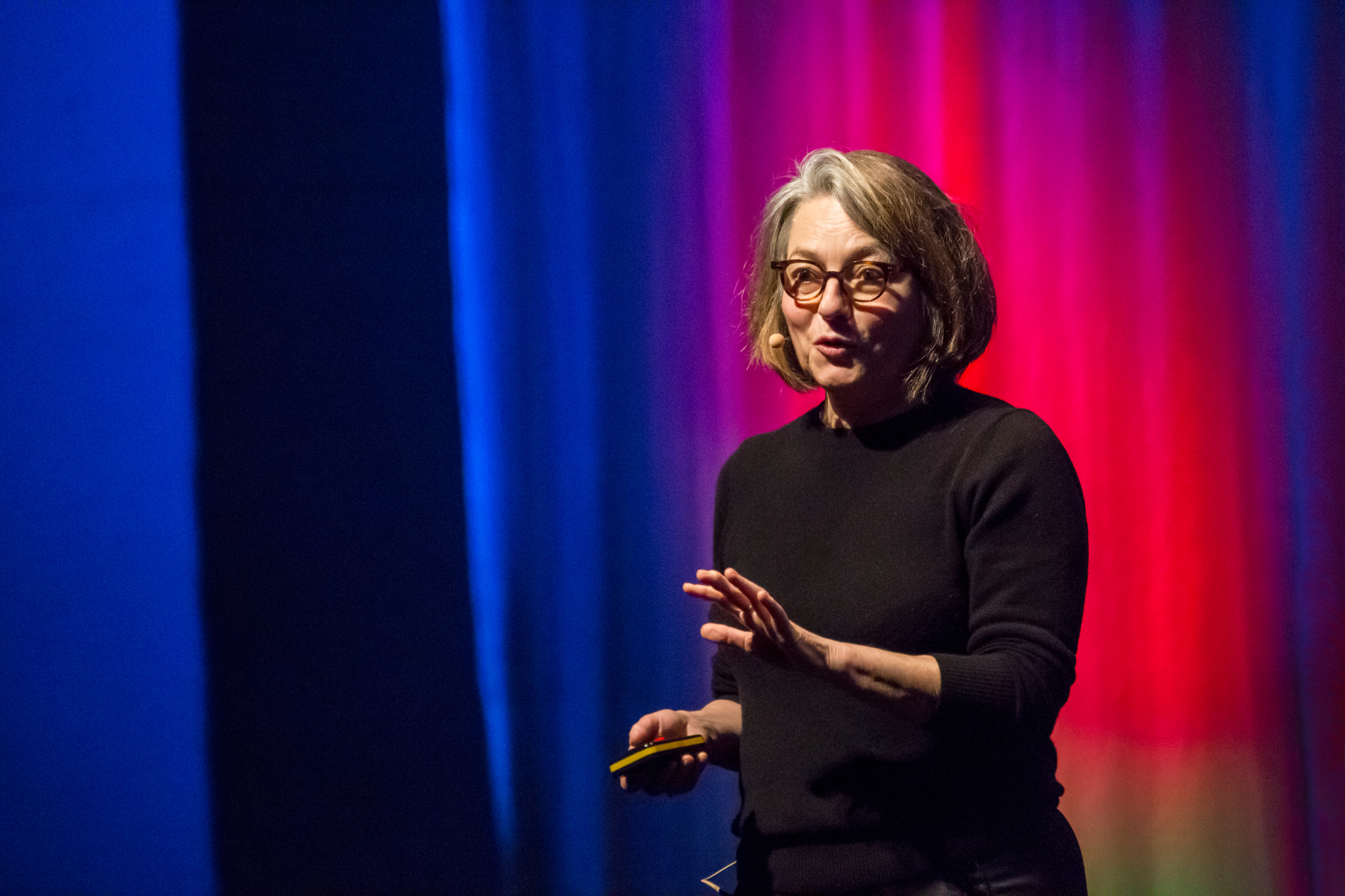
Barbara Demeneix (2018)

Barbara Demeneix (* 1. September 1949) ist eine britisch-französische Wissenschaftlerin in den Bereichen Biologie und Endokrinologie. Sie ist Professorin für vergleichende Physiologie und Leiterin eines Forschungsteams am Forschungszentrum Centre national de la recherche scientifique in Paris.

## Leben
Barbara Demeneix hat folgende Studiengänge absolviert:
- 1970: B.Sc. (Honours) in Botanik und Zoologie, University of Wales
- 1973: Maîtrise de Sciences Naturelles, Université de Clermont-Ferrand (Frankreich)
- 1977: Ph.D. in Endokrinologie und Physiologie, University of Calgary (Kanada)
- 1983: D. Sc. an der Université Paris VI

Demeneix gilt als Expertin für die Funktion der Schilddrüse und für endokrine Disruptoren. Sie beschäftigte sich ausführlich mit dem Einfluss von hormonverändernden Substanzen auf das menschliche Wesen. Sie vertritt die Theorie, dass Umweltgifte und -stoffe, also hormonaktive Substanzen wie die endokrinen Disruptoren, den menschlichen hormonalen Haushalt über die Schilddrüse negativ beeinflussen und in der Folge langfristig zum Rückgang des Intelligenzquotienten und zur Zunahme von Störungen wie beispielsweise des Autismus führen.
Im Jahr 2019 wurde sie zum Mitglied der Académie des technologies gewählt.

## Werke
- Losing our Minds: How environmental pollution impairs human intelligence and mental health, Oxford University Press, 2014. Französische Übersetzung: Le Cerveau endommagé: Comment la pollution altère notre intelligence et notre santé mentale, Editions Odile Jacob, 2016
- Toxic Cocktail: How chemical pollution is poisoning our brains, Oxford University Press, 2017. Französische Übersetzung: Cocktail toxique: Comment les perturbateurs endocriniens empoisonnent notre cerveau, Editions Odile Jacob, 2017.

Außerdem veröffentlichte Demeneix über 170 Aufsätze, darunter:
- Barbara Demeneix et al.: An In Vivo Multiwell-Based Fluorescent Screen For Monitoring Vertebrate Thyroid Hormone Disruption, in: Environmental Science & Technology, Nr. 41, 2007, doi:10.1021/es0704129.
- Barbara Demeneix et al.: Thyroid hormone signaling in the Xenopus laevis embryo is functional and susceptible to endocrine disruption, in: Endocrinology, 153 (2012), doi:10.1210/en.2012-1463.
- Barbara Demeneix et al.: Human amniotic fluid contaminants alter thyroid hormone signalling and early brain development in Xenopus embryos, in: Scientific Reports, 7 (2017), doi:10.1038/srep43786.